# Hautot-Saint-Sulpice
Hautot-Saint-Sulpice is een gemeente in het Franse departement Seine-Maritime (regio Normandië) en telt 562 inwoners (1999). De plaats maakt deel uit van het arrondissement Rouen.

## Geografie
De oppervlakte van Hautot-Saint-Sulpice bedraagt 8,6 km², de bevolkingsdichtheid is 65,3 inwoners per km².
De onderstaande kaart toont de ligging van Hautot-Saint-Sulpice met de belangrijkste infrastructuur en aangrenzende gemeenten.

## Demografie
Onderstaande figuur toont het verloop van het inwonertal (bron: INSEE-tellingen).